# Gare d'Erstein
La gare d'Erstein est une gare ferroviaire française située au lieu-dit « Erstein-Gare » (à 2 km du centre-ville), sur le territoire de la commune d'Erstein, dans la collectivité européenne d'Alsace, en région Grand Est. 
Elle est mise en service en 1841 par la Compagnie du chemin de fer de Strasbourg à Bâle. 
C'est une gare voyageurs de la Société nationale des chemins de fer français (SNCF) du réseau TER Grand Est, desservie par des trains express régionaux.

## Situation ferroviaire
Établie à 155 m d'altitude, la gare d'Erstein est située au point kilométrique (PK) 19,771 de la ligne de Strasbourg-Ville à Saint-Louis entre les gares de Limersheim et Matzenheim.

## Histoire
La « station d'Erstein » est mise en service le 1er mai 1841 par la Compagnie du chemin de fer de Strasbourg à Bâle, lorsqu'elle ouvre à l'exploitation la section de Strasbourg-Kœnigshoffen à Benfeld. Elle est établie, à gauche des voies sur la rive droite de l'Ill, sur le territoire du ban communal d'Erstein, petite ville qui compte 3 450 habitants. On y cultive principalement le tabac et l'on y trouve des tanneries, blanchisseries et tuileries. 

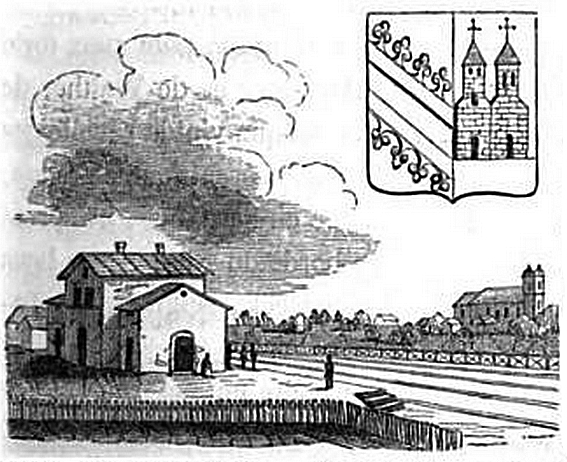
Évocation de la gare, en 1844.

C'est l'une des vingt stations qui étaient prévues sur le projet d'origine de la ligne et confirmées sur les études définitives. Station de deuxième classe, elle dispose, hors l'emprise des voies, d'une superficie de cinquante quatre ares. Les installations comprennent : une cour voyageurs avec des massifs de verdure et d'arbustes, un bâtiment principal, une cour de service avec des dépendances, deux trottoirs (quais) de cinquante mètres de longueur, trois mètres de largeur et d'une hauteur de cinquante centimètres au-dessus des rails, avec aux deux extrémités un escalier de trois marches, des urinoirs, un café restaurant. Elle comporte également des installations pour le matériel : un dépôt de coke, un réservoir (dont l'alimentation est réalisée par une petite machine à vapeur située dans un bâtiment annexe), des grues hydrauliques permettant de remplir la réserve des tenders directement sur les voies, des puits, un emplacement pour les dépôts de matériaux, des voies utilisées comme évitement et des dispositifs de croisements des voies. Le bâtiment principal, qui a été le modèle type pour d'autres stations de même classe, comporte, au rez-de-chaussée : un vestibule côté cour, un bureau du receveur, qui est également chef de station, une salle d'attente ouverte sur le quai, un magasin notamment pour les marchandises et un bureau pour la douane et pour l'entretien ; à l'étage : le logement du receveur et celui du garde avec pour chacun, une chambre, une pièce principale et une cuisine.
Du 15 août 1841 au 31 mai 1842, la station d'Erstein délivre des billets à 10 857 voyageurs pour une recette de 13 742,85 francs, auquel s'ajoutent 534,55 francs pour le service des bagages et marchandises. Cela la place à la quatorzième place des stations de la compagnie pour le nombre de voyageurs, à la treizième pour la recettes voyageurs et à la douzième pour la recette des bagages et marchandises.
Le 20 avril 1854, la Compagnie des chemins de fer de l'Est succède à la Compagnie du chemin de fer de Strasbourg à Bâle.
En 1871, la gare entre dans le réseau de la Direction générale impériale des chemins de fer d'Alsace-Lorraine (EL) à la suite de la défaite française lors de la guerre franco-allemande de 1870 (et le traité de Francfort qui s'ensuivit).
Le bâtiment voyageurs actuel, de type "manoir", est construit en 1912 par la Direction générale impériale des chemins de fer d'Alsace-Lorraine.
Le 19 juin 1919, la gare entre dans le réseau de l'Administration des chemins de fer d'Alsace et de Lorraine (AL), à la suite de la victoire française lors de la Première Guerre mondiale. Puis, le 1er janvier 1938, cette administration d'État forme avec les autres grandes compagnies la SNCF, qui devient concessionnaire des installations ferroviaires d'Erstein. Cependant, après l'annexion allemande de l'Alsace-Lorraine, c'est la Deutsche Reichsbahn qui gère la gare pendant la Seconde Guerre mondiale, du 1er juillet 1940 jusqu'à la Libération (en 1944 – 1945).
En 1962, la gare dispose de plusieurs voies de service et d'un quai militaire.
Le 27 novembre 2009, la flèche d'une grue de chantier a éventré le toit du bâtiment voyageurs, sans faire de victimes.
Une 3e voie est inaugurée le 14 décembre 2009 entre Benfeld et Fegersheim - Lipsheim. À cette occasion des travaux sont réalisés en gare d'Erstein : construction d'un troisième quai, allongement du passage souterrain, aménagement d’ascenseurs, installation d'abris sur les quais, nouvelle signalétique et nouveaux panneaux lumineux.
En 2022, la SNCF estime la fréquentation de la gare à 571 464 voyageurs.

## Fréquentation
De 2015 à 2024, selon les estimations de la SNCF, la fréquentation annuelle de la gare s'élève aux nombres indiqués dans le tableau ci-dessous.
| Année                      | 2015    | 2016    | 2017    | 2018    | 2019    | 2020    | 2021    | 2022    | 2023    | 2024    |
| -------------------------- | ------- | ------- | ------- | ------- | ------- | ------- | ------- | ------- | ------- | ------- |
| Voyageurs                  | 488 510 | 485 869 | 525 809 | 537 172 | 594 561 | 399 673 | 455 881 | 571 464 | 606 226 | 629 424 |
| Voyageurs et non voyageurs | 610 637 | 607 337 | 656 886 | 671 466 | 743 201 | 499 591 | 569 852 | 714 330 | 757 783 | 786 781 |

## Service des Voyageurs

### Accueil
Gare SNCF, elle dispose d'un bâtiment voyageurs, avec guichet, ouvert du lundi au samedi et fermé les dimanches et jours fériés. Elle est équipée d'automates pour l'achat de titres de transport, de trois quais avec abris et panneaux lumineux.
La traversée des voies et le passage d'un quai à l'autre s'effectuent par un souterrain équipé d'ascenseurs.

### Desserte
Erstein est une gare voyageurs SNCF du réseau TER Grand Est desservie par des trains express régionaux de la relation Strasbourg-Ville - Mulhouse-Ville (avec terminus partiel à Colmar ou Sélestat). Dans le sens Mulhouse - Strasbourg, elle est également desservie par certains TER 200.

### Intermodalité
Un parc pour les vélos et un parking pour les véhicules y sont aménagés. 
La gare d'Erstein est desservie par des autocars du Réseau 67.